# Ху Даньдань
Ху Даньдань (род. 10 марта 1989 года, Хучжоу, Чжэцзян, Китай) — китайская паралимпийская спортсменка. Чемпионка летних Паралимпийских игр 2016 в Рио-де-Жанейро и летних Паралимпийских игр 2020 в Токио по пауэрлифтингу. Участница летних Паралимпийских игр 2008 в Пекине в соревнованиях по теннису на инвалидных колясках.

## Спортивные результаты по пауэрлифтингу
| Год  | Турнир                          | Место проведения | Категория | Результат | Место |
| ---- | ------------------------------- | ---------------- | --------- | --------- | ----- |
| 2014 | Чемпионат мира                  | Дубай            | до 45 кг  | 90        | 5     |
| 2016 | Летние Паралимпийские игры 2016 | Рио-де-Жанейро   | до 45 кг  | 107       | 1     |
| 2019 | Чемпионат мира                  | Нур-Султан       | до 50 кг  | 113       | 2     |
| 2021 | Летние Паралимпийские игры 2020 | Токио            | до 50 кг  | 120       | 1     |